# Тодд, Малькольм
Малько́льм Тодд (англ. Malcolm Todd; 27 ноября 1939, Дарем — 6 июня 2013, Эксетер) — британский историк и археолог.

## Биография
Родился в семье шахтёра.
Окончил Уэльский университет (бакалавр искусств по классике, 1960). Затем учился в Оксфорде у Иана Ричмонда для получения диплома по классической археологии.
С 1963 года два года работал в музее в Германии.
В 1966-79 годах преподаватель в Ноттингемском университете.
В 1979-96 годах профессор археологии Эксетерского университета, первый в этой должности.
В 1990-91 гг. старший научный сотрудник Британской академии
С 1996 года глава Тревельян-колледжа в Дареме и профессор кафедры археологии.
С 2000 года в отставке.
Был редактором журнала «Britannia».
Состоял членом Лондонского общества антикваров.
Научные интересы его были в значительной степени сосредоточены на Римской Британии.